# Ruthless Records
Ruthless Records — звукозаписывающая студия, основанная в 1987 году рэпером Eazy-E, участником группы N.W.A., и менеджером Джерри Хеллером, в родном городе Eazy-E, Комптон, штат Калифорния. Этот лейбл в своё время открыл дорогу многим исполнителям гангста-рэпа.
С момента основания лейбла 15 альбомов Ruthless Records получили платиновый либо мультиплатиновый статус в США: добиться такого успеха под эгидой лейбла удалось N.W.A, Eazy-E, The D.O.C., MC Ren, Bone Thugs-n-Harmony, Krayzie Bone и Layzie Bone.

## История

### Дни N.W.A
Лейбл Ruthless Records был основан для выпуска музыкальной продукции N.W.A. Первым успешным синглом Ruthless стала дебютная запись Eazy-E «Boyz-n-the-Hood» (1987). В том же году вышел сингл N.W.A «Panic Zone / Dope Man / 8-Ball», а также сборник N.W.A. and the Posse, который, хотя и был издан под названием группы, не имел к лейблу никакого отношения. В 1988 году фирма начала выпускать синглы группы J.J. Fad, но первым полноформатным релизом Ruthless стал альбом N.W.A Straight Outta Compton, который в 2015 году был сертифицирован RIAA как трижды платиновый. Затем сразу же был выпущен дебютный альбом Eazy-E Eazy-Duz-It.
По мере того как шесть участников N.W.A отправились на гастроли в поддержку альбома, некоторые члены группы стали выражать своё недовольство финансовым положением лейбла. По словам одного из участников N.W.A MC Ren’a, было распространено мнение, что менеджер группы и сооснователь Ruthless Джерри Хеллер был один из виновников этого:

Мы чувствовали, что он не заслужил того, что получал. Мы заслужили это. Мы были теми, кто делал записи, путешествовал в фургонах и ездил по всей стране. Вы делаете все эти грёбаные шоу, пытаетесь стать известным, а потом приходите домой в свою чёртову квартирку. А потом вы идёте к нему домой, и этот ублюдок живёт в особняке. Там всё покрыто золотом, даже подвязки на шторах в ванной и всё такое. Вы думаете: «Чувак, какого хрена?».
Оригинальный текст (англ.)
We felt he didn’t deserve what he was getting. We deserved that shit. We were the ones making the records, traveling in vans and driving all around the place. You do all those fucking shows trying to get known, and then you come home to a fucking apartment. Then you go to his house, and this motherfucker lives in a mansion. There’s gold leaf trimmings all in the bathroom and all kinds of other shit. You’re thinking, “Man, fuck that.”

## Нынешние артисты
- Lil Eazy E
- Baby Eazy E (E3)
- CPT Hustlers
- B.G. Knocc Out

## Бывшие артисты
| Артист                   | Годы подписания | Выпущено релизов на лейбле |
| ------------------------ | --------------- | -------------------------- |
| Eazy-E                   | 1987—1995       | 5                          |
| MC Ren                   | 1987—1998       | 4                          |
| N.W.A.                   | 1987—1991       | 3                          |
| J.J. Fad                 | 1988—1991       | 2                          |
| Dr. Dre                  | 1989—1991       | —                          |
| DJ Yella                 | 1989—1994       | —                          |
| The D.O.C.               | 1989—1991       | 1                          |
| Michel'le                | 1989—1991       | 1                          |
| Tairrie B                | 1989—1990       | 1                          |
| Above the Law            | 1989—1995       | 4                          |
| Kokane                   | 1989—1995       | 2                          |
| Yomo & Maulkie           | 1989—1992       | 1                          |
| Jimmy Z                  | 1990—1991       | 1                          |
| Penthouse Players Clique | 1991—1993       | 1                          |
| Atban Klann              | 1992—1995       | —                          |
| H.W.A.                   | 1992—1995       | 1                          |
| Menajahtwa               | 1992—1994       | 1                          |
| Blood of Abraham         | 1993—1994       | 1                          |
| Dresta                   | 1993—1995       | —                          |
| B.G. Knocc Out           | 1993—1995       | —                          |
| Rhythum D                | 1993—1995       | —                          |
| Bone Thugs-N-Harmony     | 1993—2003       | 5                          |
| Krayzie Bone             | 1993—2003       | 1                          |
| Bizzy Bone               | 1993—2003       | 1                          |
| Layzie Bone              | 1993—2003       | 1                          |
| Flesh-n-Bone             | 1993—2003       | —                          |
| Wish Bone                | 1993—2003       | —                          |
| DJ U-Neek                | 1993—2003       | —                          |
| Brownside                | 1994—1995       | —                          |
| G.B.M.                   | 1994—1995       | —                          |
| Kid Frost                | 1994—1997       | 2                          |
| NX Nation Unknown        | 1997—2000       | —                          |
| Hopsin                   | 2007—2010       | 1                          |
| Stevie Stone             | 2007—2010       | 1                          |